# Alisa Childers
Alisa Childers (nascida Alisa Noelle Girard; 17 de abril de 1975) é uma autora e cantora americana, conhecida como integrante do grupo feminino de música cristã ZOEgirl.
Nascida Alisa Noelle Girard, filha de Karen e do pioneiro da música cristã Chuck Girard, do Love Song, ela cresceu no Vale de San Fernando, Califórnia. Estudou ginástica e piano ainda jovem. Aos 21 anos, mudou-se para Nova York e administrou um centro juvenil no sudeste de Manhattan.
Childers deixou Nova York e voltou para a Califórnia, onde foi contatada por uma amiga da família para formar um grupo ao retornar. Depois de alguns meses, Childers concordou em seguir a ideia. Ela foi apresentada a Kristin Swinford-Schweain e as duas começaram a compor músicas. Alguns meses depois, Chrissy Conway-Katina se juntou ao grupo. Em 1999, ZOEgirl assinou contrato com a Sparrow Records. Enquanto estava com a ZOEgirl, Childers compôs os singles "I Believe", "One Day", "Unchangeable" e "Scream".
ZOEgirl permaneceu junto por sete anos. A separação foi amigável. No final de 2006, Childers iniciou carreira solo.

## Childers é autora de três livros
Seu primeiro livro, Another Gospel (Tyndale, 2020, ISBN 978-1-49644173-7), relata sua experiência com o cristianismo progressista e a desconstrução. Nele, ela descreve ter participado do que foi retratado como um estudo bíblico, sua conclusão de que era uma tentativa de destruir sua fé e sua jornada de retorno a essa fé.
Seu segundo livro, Live Your Truth and Other Lies (Tyndale, 2022, ISBN 978-1-49645566-6), continua na mesma linha de seu livro anterior, contrariando frases comuns ouvidas no mundo secular.
Em janeiro de 2024, Alisa lançou seu terceiro livro, coautorado com o apologista do Stand to Reason, Tim Barnett: The Deconstruction of Christianity (Tyndale, 2024, ISBN 978-1-4964-7497-1). Neste livro, eles analisam o recente aumento do movimento de desconstrução na Igreja.
Vida pessoal
Alisa é casada com Mike Childers, que tocou bateria na banda ZOEgirl. Em 9 de outubro de 2008, o casal teve sua primeira filha, Dyllan Joi Childers.<ref>Dyllan Joi Childers, born Oct. 9th Arquivado em 2009-02-07 no Wayback Machine Childers deu à luz um segundo filho, um menino chamado Ayden Childers, em 2011.